# کراسنوبورسک (استان آرخانگلسک)

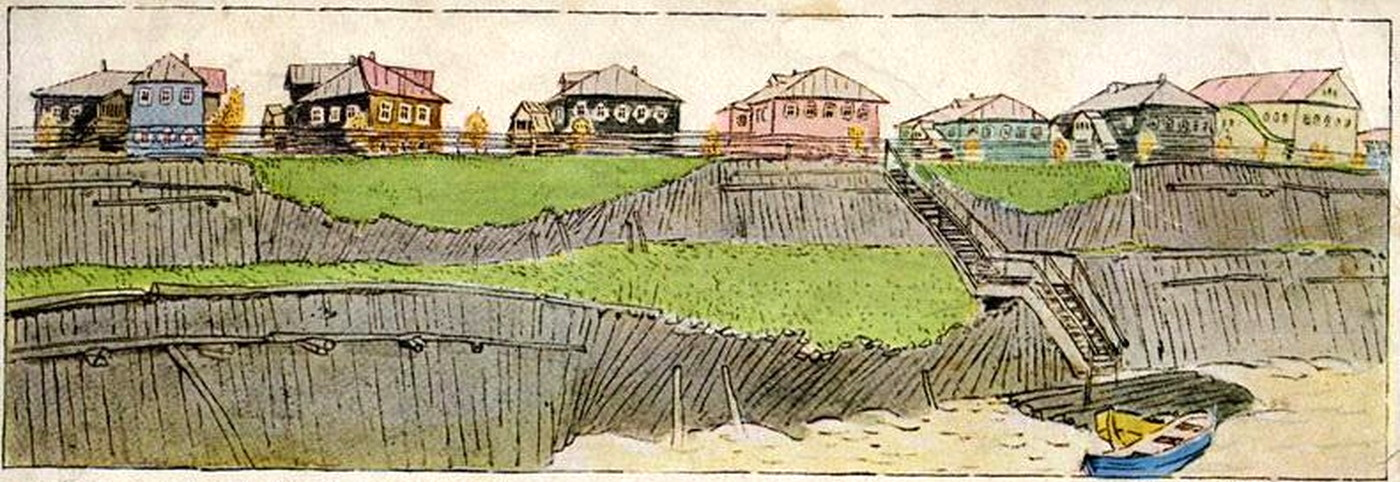
یک منطقهٔ مسکونی در روسیه و کراسنوبورسک

کراسنوبورسک (به لاتین: Krasnoborsk) یک منطقهٔ مسکونی در روسیه است که در استان آرخانگلسک واقع شده است.